# Party or Go Home
"Party or Go Home" är en danspoplåt framförd av den amerikanska pop-sångerskan Trina Braxton, komponerad av henne själv samt Herman "P-Nut" Johnson och Ahmad Jamal McGhee till Braxtons ännu inte namngivna debutalbum (2012).
"Party or Go Home" är en electropop-låt i upptempo med kraftig basgång där framföraren uppmanar folk att antingen partaja eller åka hem. Låten tjänar som den ledande singeln från sångerskans kommande skiva och innebär sångerskans debut som soloartist och första officiella utgivning sedan singeln "Slow Flow" tillsammans med The Braxtons år 1996. Trinas singel gavs ut i Europa den 22 mars 2012 och hade sedan premiär den 29 mars i Nordamerika via hennes eget skivbolag Sol Tri Entertainment. Inspelningen av låten dokumenterades i sångerskans reality-serie Braxton Family Values.

## Format och innehållsförteckningar
- Europeisk digital nedladdning

1. "Party or Go Home" - 3:30